# Conselho Executivo Federal
O Conselho Executivo Federal é o órgão político da Austrália para aconselhar o governador-geral da Austrália, de modo semelhante aos demais país da Commonwealth que também possuem seus respectivos conselhos executivos. Este conselho é presidido pelo próprio governador-geral com a intenção de dirigi-lo na administração do governo. Como o governador-geral é obrigado, por convenção, a seguir as indicações do Conselho em quase todas as ocasiões, o Conselho tem poder executivo de jure. Cada estado da Austrália possui seu próprio Conselho Executivo, dirigido pelo seu respectivo governador.
Estão aptos a participar deste conselho o governador-geral e os ministros de Estado. A membresia deste conselho é vitalícia apesar de, na prática, contar apenas com a participação dos ministros em exercício. Membros do conselho devem ser tratados pelo título "O Honorável".
O governador-geral possui o poder de remover membros do Conselho, apesar deste poder ser raramente utilizado. Hipoteticamente, poderia ser exercido caso algum ex-ministro seja condenado por algum crime grave.